# Mölsheim
Mölsheim är en kommun och ort i Landkreis Alzey-Worms i förbundslandet Rheinland-Pfalz i Tyskland.
Kommunen ingår i kommunalförbundet Verbandsgemeinde Monsheim tillsammans med ytterligare sex kommuner.